# Вит, Якоб де
Якоб де Вит (нидерл. Jacob de Wit; 19 декабря 1695, Амстердам — 12 ноября 1754, там же) — голландский живописец, рисовальщик, художник-декоратор. Более известен религиозной деятельностью и созданием декора каминов, порталов, десюдепортов и плафонов, которые он делал для домов на улицах Херен и Кейзерсграхт в Амстердаме и для загородных поместий их владельцев.

## Биография
Якоб де Вит родился в Амстердаме в 1695 году. 19 декабря того же года он был крещён в католической тайной церкви Де Дуиф (De Duif). Когда ему было тринадцать лет, он переехал из протестантского Амстердама в католический Антверпен. В 1709 году начал обучаться живописи у Альберта ван Шпирса (Albert van Spiers) и продолжил у Якоба ван Хала (Jacob van Hal). В 1714 году был принят в члены Гильдии Святого Луки.
Де Вит стал большим поклонником фламандских художников Питера Пауля Рубенса и Антониса Ван Дейка. Особенно его интересовали выполненные Рубенсом настенные и потолочные росписи. Находясь в Антверпене, он сделал серию акварельных набросков потолков Рубенса антверпенского коллегиума иезуитов (позднее церковь Св. Карла Борромея). После того, как в церковь в 1718 году ударила молния, рисунки де Вита стали важным историческим документом, а его ученик Ян Пунт награвировал и опубликовал их в 1751 году.
Якоб де Вит вернулся в Амстердам в 1715 году, где вскоре получил свой первый заказ от Якоба Кромхаута. В 1735 году он написал необычно большую картину для здания Ратуши на площади Дам: «Моисей принимает семьдесят старцев».
В 1741 году художник приобрёл два дома Амстердаме на улице Кайзерсграхтов, 383 и 385. Там же он устроил свою мастерскую. До своей смерти в 1754 году он жил и работал в Амстердаме.

## Творчество
Якоб де Вит известен прежде всего декоративными работами, созданными для культовых сооружений, общественных зданий и частных домов. Он автор целого ряда живописных плафонов, например, в королевском дворце Хёйс-тен-Бос в Гааге. В его творческом наследии имеется большое количество картин на религиозные, мифологические и аллегорические сюжеты.
В лёгком виртуозном стиле, часто прибегая к иллюзионистским эффектам ракурсов-обманок (фр. trompe-l'œil), Де Вит создавал во многих потолочных росписях, в домах на канале Амстердама композиции с фигурами, свободно «парящими в небе или сидящими на облаках». В работах Якоба де Вита ясно видно влияние Рубенса и Ван Дейка, а также Герарда де Лересса, его прямого предшественника.
Якоб де Вит — мастер гризайля. Им создан ряд монохромных имитаций мраморных рельефов, украшающих дверные проёмы и камины. Эти живописные произведения стали популярными в Голландии, их называют «белыми» (witjes). Он дружил с коллекционером Герритом Браамкампом, а Якоб Ксавери был его учеником и покровителем. Во многих декоративных работах Якоб де Вит сотрудничал с Изаком де Мушероном.
Якоб де Вит умер в Амстердаме в 1754 году. Учениками Якоба де Вита были Ян де Гроот (художник из Гааги), Дионис ван Неймеген, Ян Пунт, Питер Танже и братья Франс и Якоб Ксавери.
Картины Якоба де Вита хранятся в коллекциях голландских музеев, в том числе в Рейксмюсеуме в Амстердаме, Гааге и Гарлеме.

## Галерея

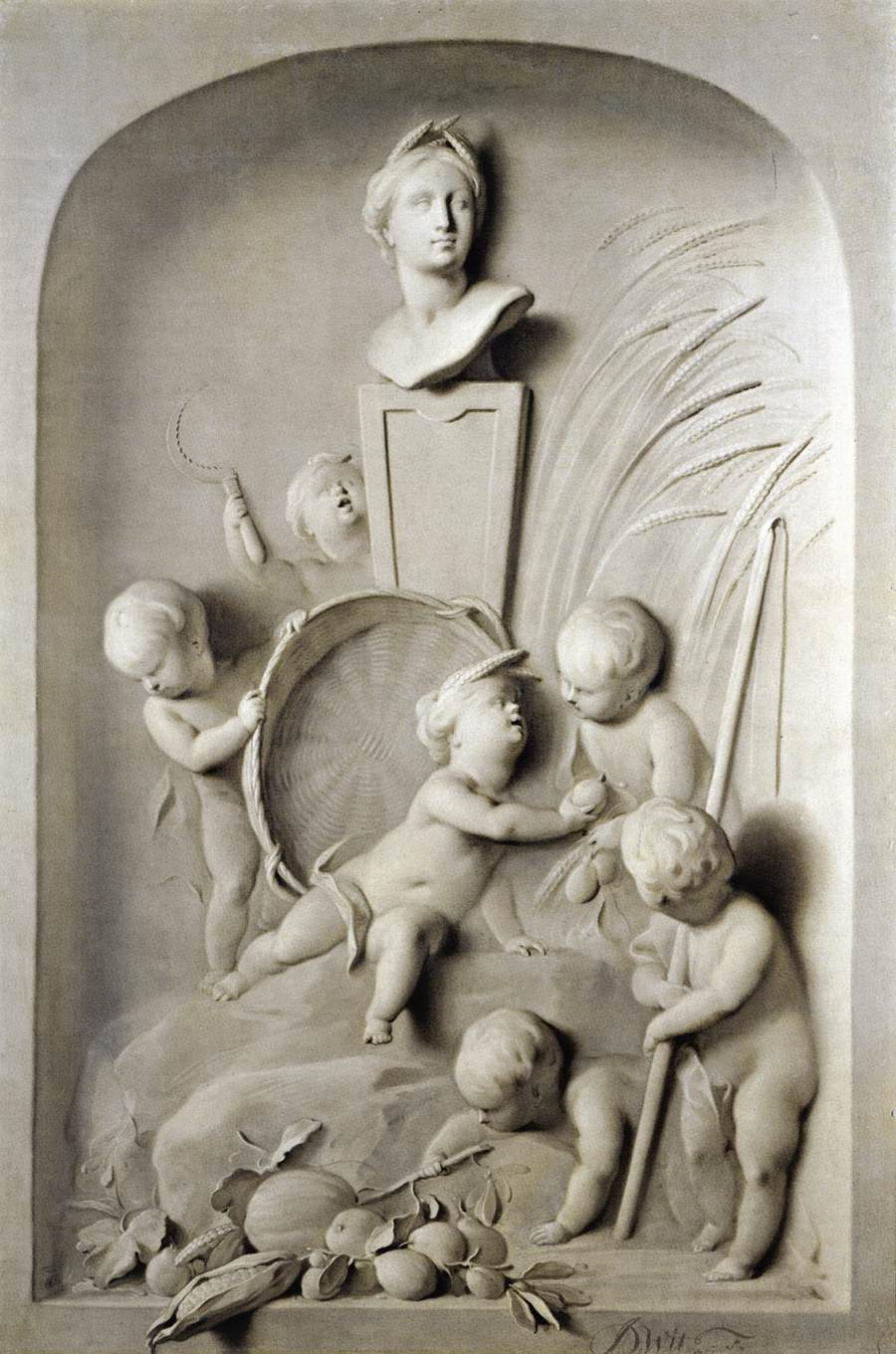
Аллегория «Четыре времени года: Весна». 1751. Холст, масло. Гризайль. Государственный музей, Кассель
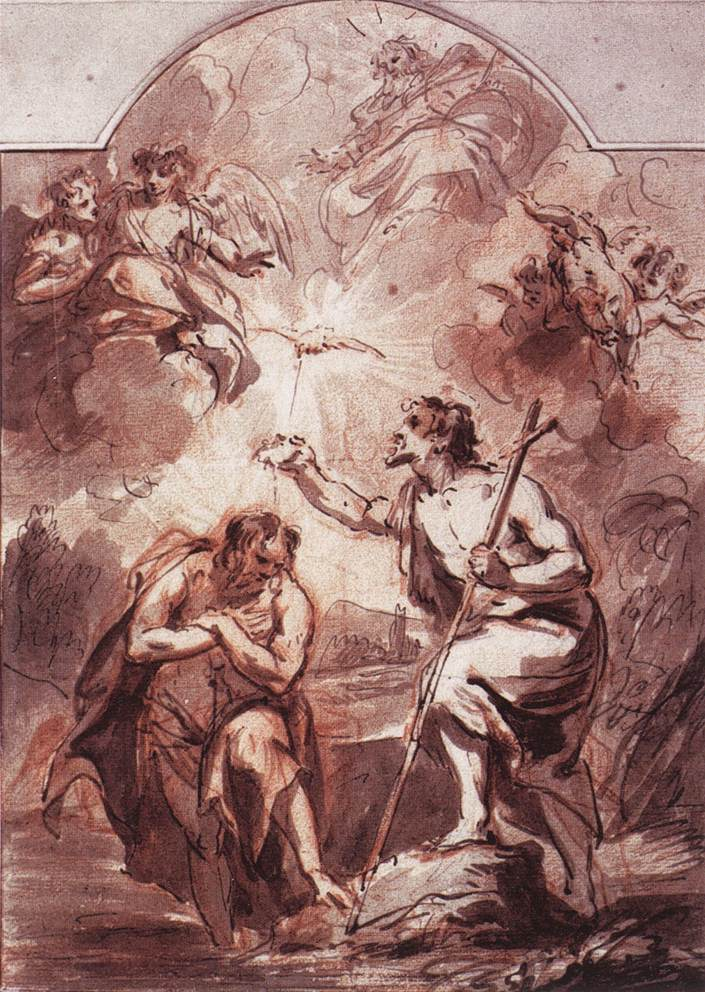
Крещение Христа в Иордане. 1716. Бумага, сепия, перо, кисть. Музей «Ons' Lieve Heer op Solder», Амстердам
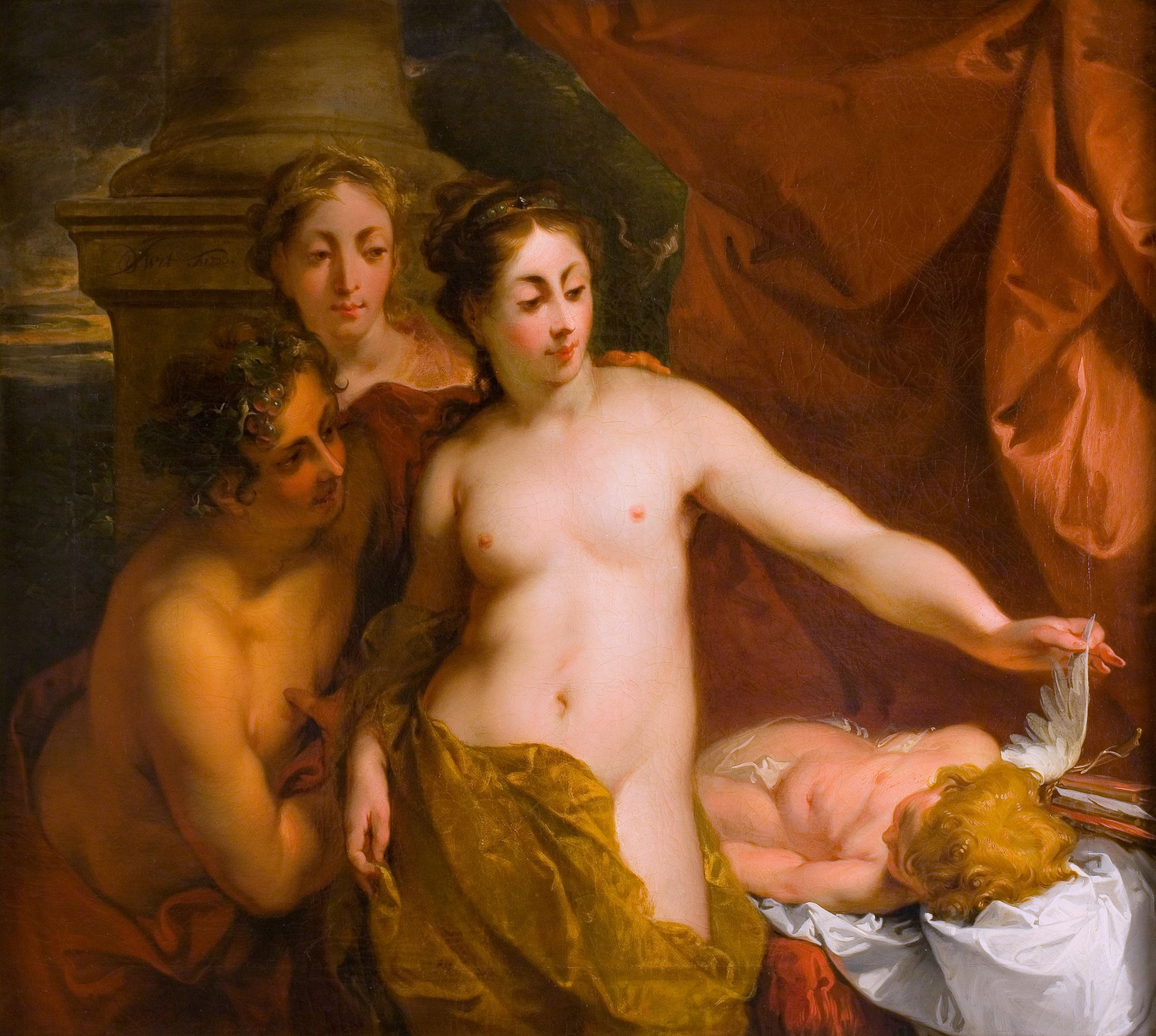
Без Бахуса и Цереры амур зябнет. 1720. Холст, масло. Государственный музей Твенте, Энсхеде
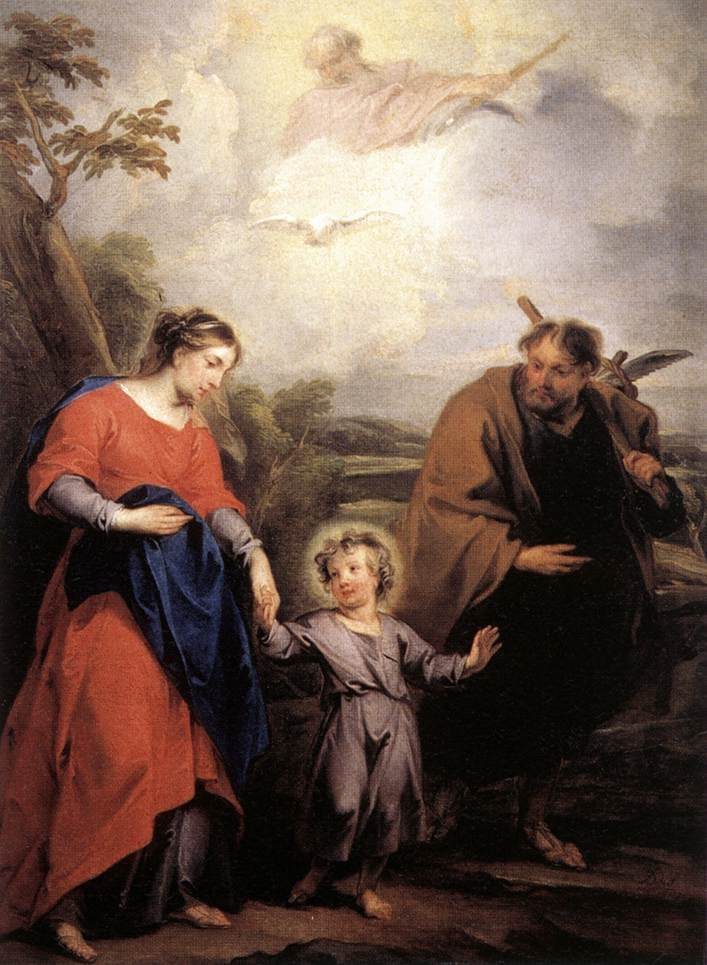
Возвращение из Египта. 1726. Холст, масло. Музей «Ons' Lieve Heer op Solder», Амстердам
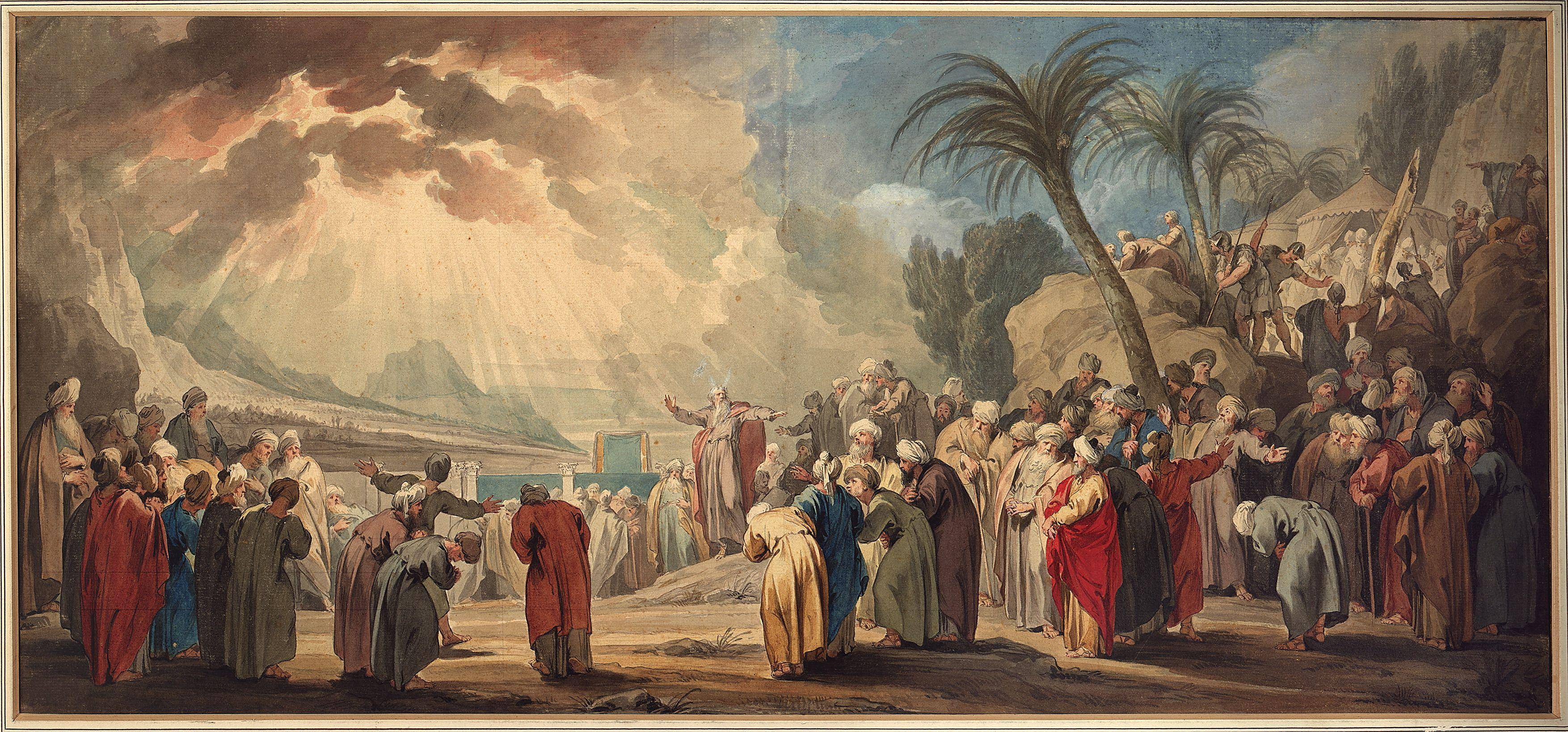
Избрание семидесяти старейшин Моисеем. Бумага, акварель, кисть, перо, тушь. 1739. Городской архив, Амстердам
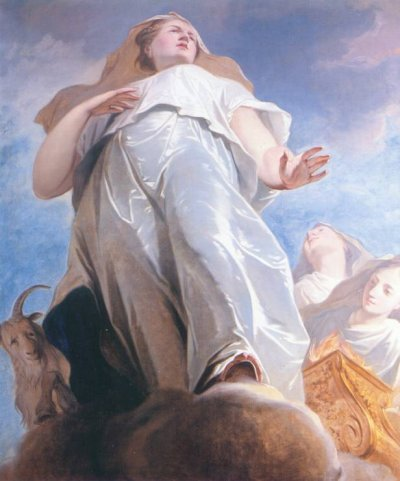
Деталь росписи плафона. Амстердам
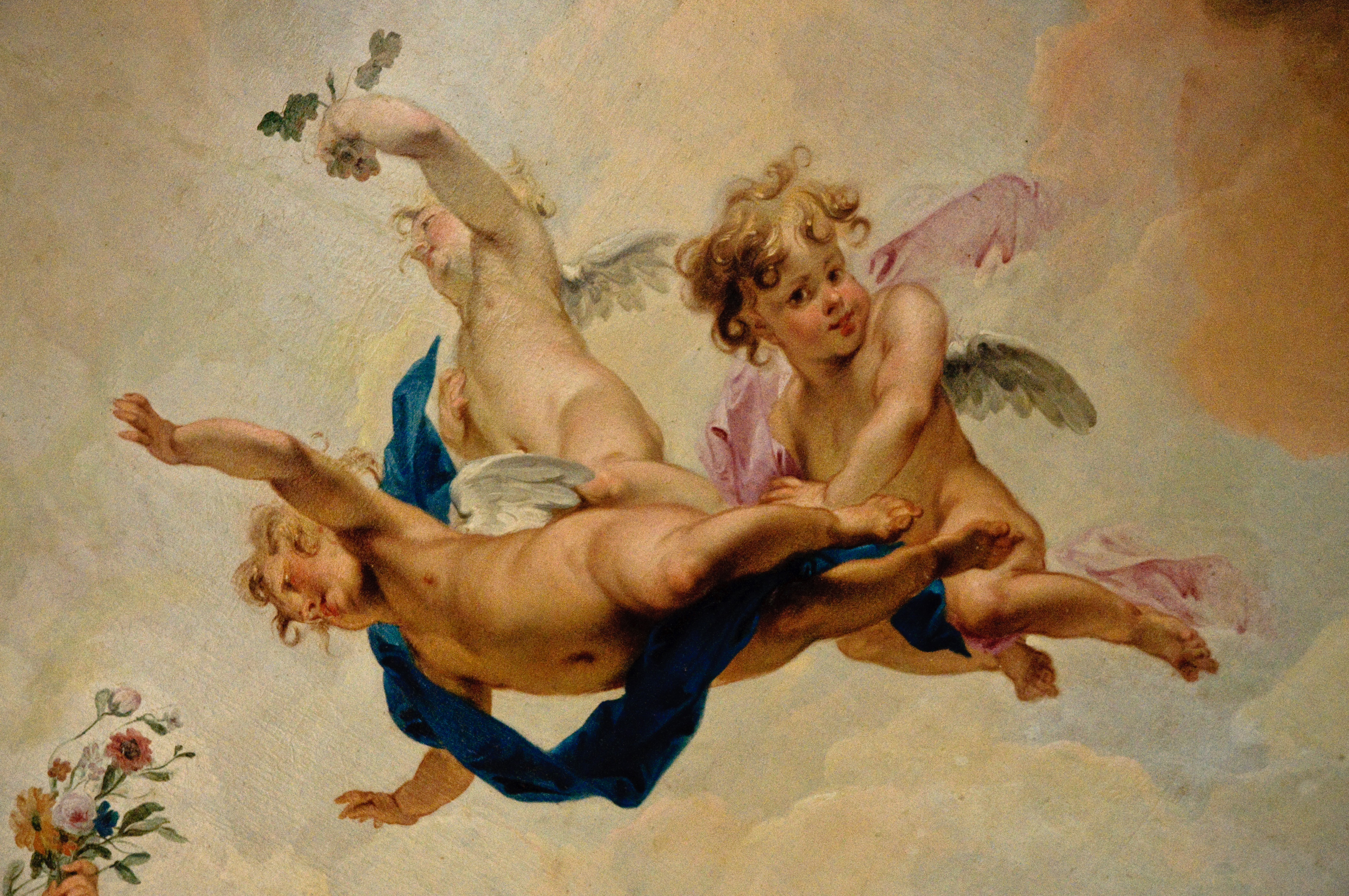
Плафон «Боги в небесах». Деталь. 1725. Холст, масло. Музей Бойманса-ван Бёнингена, Роттердам
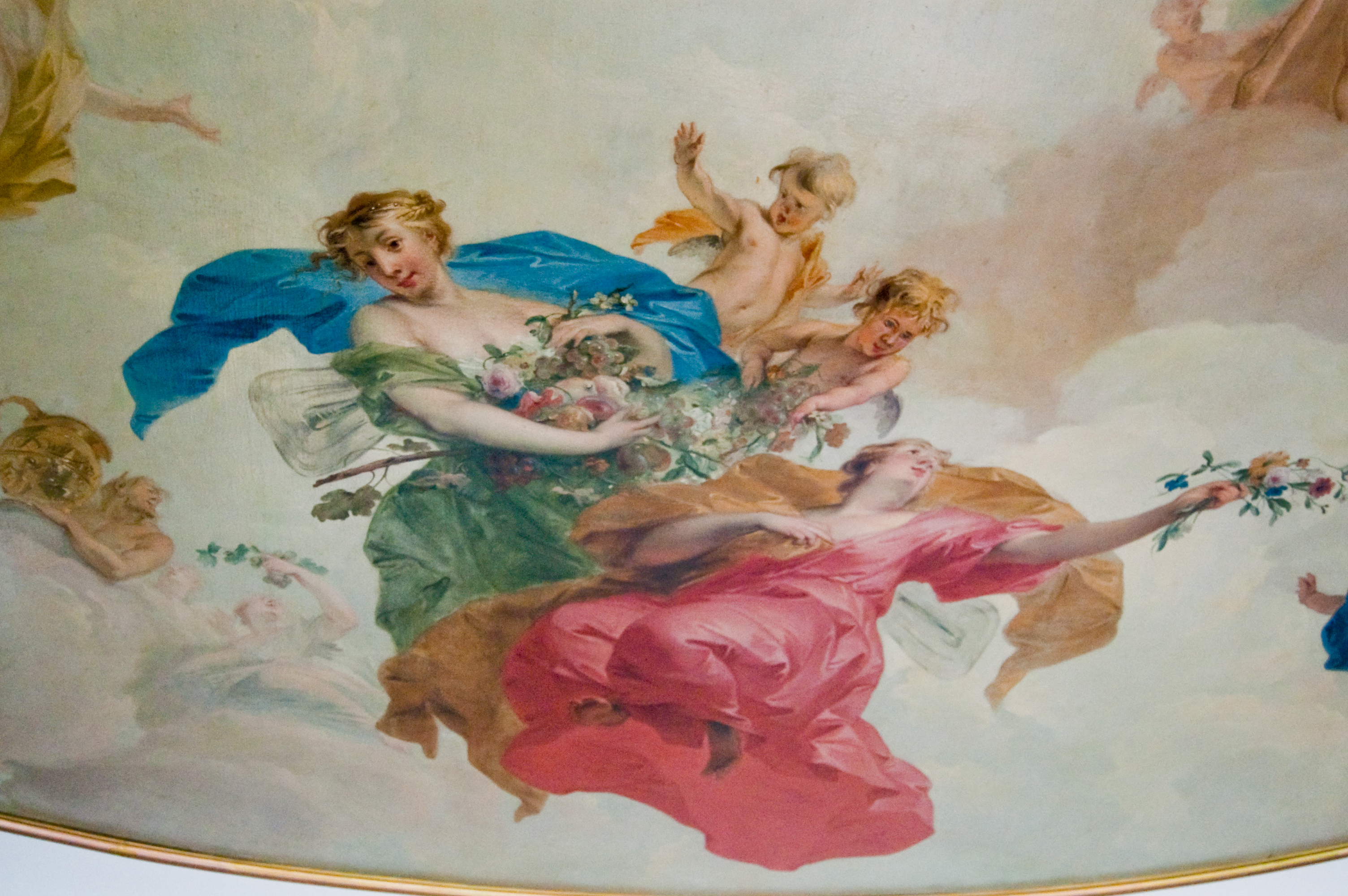
Плафон «Боги в небесах». Деталь.